# 북의 모양 듣기

수학적으로 이상적인 북은 서로 다른 두 가지 모양(그렇지만 그렇지 않으면 동일함)의 막을 사용하여 동일한 소리를 낸다. 고유진동수가 모두 동일하므로 음색 스펙트럼에 동일한 배음이 포함되기 때문이다. 이 예는 고르돈, 웹 및 볼페르트에 의해 구성되었다. 두 다각형 모두 동일한 면적과 둘레를 가지고 있다.

북의 모양 듣기는 북이 내는 소리, 즉 배음 목록에서 북 경계의 모양에 대한 정보를 추론하는 것이다. 경계의 모양이 같은 북이 내는 소리들은 동일한데, 이와 반대로, 북이 내는 소리로 북의 모양이 유일하게 결정되는지에 대한 의문이 제기 되었다. 만약 이 추측이 참이라면, 북의 경계 모양과 배음 목록 사이에 1대1 대응이 존재하게 되나, 이는 평면 내부의 막에서 조차 일반적으로 거짓으로 증명되었다.
"북 모양을 들을 수 있는가?"라는 문구는 이 질문을 유명하게 만든 American Mathematical Monthly의 Mark Kac의 1966년 논문 제목이다. 원래는 Lipman Bers에서 유래한다. 비슷한 질문은 1882년 물리학자 Arthur Schuster까지 거슬러 올라간다. 그의 논문으로 Kac은 1967년에 Lester R. Ford Award를, 1968년에는 Chauvenet Prize를 받았다 북을 고려하지 않더라도, 이 문제는 라플라스 연산자의 스펙트럼이 공간의 성질을 말해주는가의 문제이다. 이런 종류의 초기 결과 중 하나는 1911년 다비트 힐베르트의 적분 방정식 이론을 사용하여 유클리드 공간의 경계 영역의 부피가 라플라스 연산자의 디리클레 경계값 문제에 대한 고유값의 점근적 성질로부터 결정될 수 있음을 보여준 헤르만 바일에 의한 것이다
북의 막이 진동할 수 있는 주파수는 막 가장자리의 모양에 따라 다르다. 모양이 알려진 막의 주파수는 헬름홀츠 방정식을 통해 계산한다. 이러한 주파수는 주어진 공간 안의 라플라스 연산자의 고유값이다. 핵심 질문은 주파수를 알면 모양을 예측할 수 있는지 여부이다. 예를 들어, 뢸로 삼각형이 이런 방식으로 인식될 수 있는지 여부이다. Kac은 두 가지 다른 모양이 동일한 주파수 집합을 생성하는 것이 가능한지 여부를 알지 못했다고 인정했다. 주파수가 모양을 결정하는지에 대한 질문은 1990년대 초 고르돈, 웹 및 볼페르트에 의해 마침내 그렇지 않은 것으로 결론이 났다.

## 공식적 진술
보다 공식적으로 북은 경계가 고정된 탄성 막으로 본다. 이는 수학적으로 평면에서 영역 {\displaystyle D}이다. {\displaystyle D}에 대한 디리클레 고유값을 {\displaystyle \lambda _{n}}으로 표시한다. 즉, 라플라스 연산자에 대한 디르클레 문제의 고유값이다.
{\displaystyle {\begin{cases}\Delta u+\lambda u=0\\u|_{\partial D}=0\end{cases}}}
두 영역이 동일한 고유값들을 갖는 경우 아이소스펙트럼(또는 동음성)이라고 한다. "동음"이라는 용어는 디리클레 고유값이 정확하게 북이 생성할 수 있는 기본 음이기 때문에 정당화된다. 이는 경계가 고정된 해 파동 방정식에서 푸리에 급수의 푸리에 계수로 자연스럽게 나타난다.
따라서 질문은 다음과 같이 다시 공식화될 수 있다. {\displaystyle \lambda _{n}}값만 알면 {\displaystyle D}에 대해 무엇을 추론할 수 있는가? 또는 더 구체적으로 말하면, 스펙트럼이 같은 두 개의 서로 다른 영역이 있는가?
관련 문제는 더 높은 차원의 영역이나 리만 다양체의 라플라스 연산자에 대한 디리클레 문제뿐만 아니라 코시-리만 연산자 또는 디랙 연산자와 같은 기타 타원 미분 연산자에 대해 공식화될 수 있다. 디르클레 조건 외에 노이만 경계 조건과 같은 다른 경계 조건을 적용할 수 있다. 스펙트럼 기하학 참조

## 대답

아이소스펙트럼 북의 단일 매개변수 족

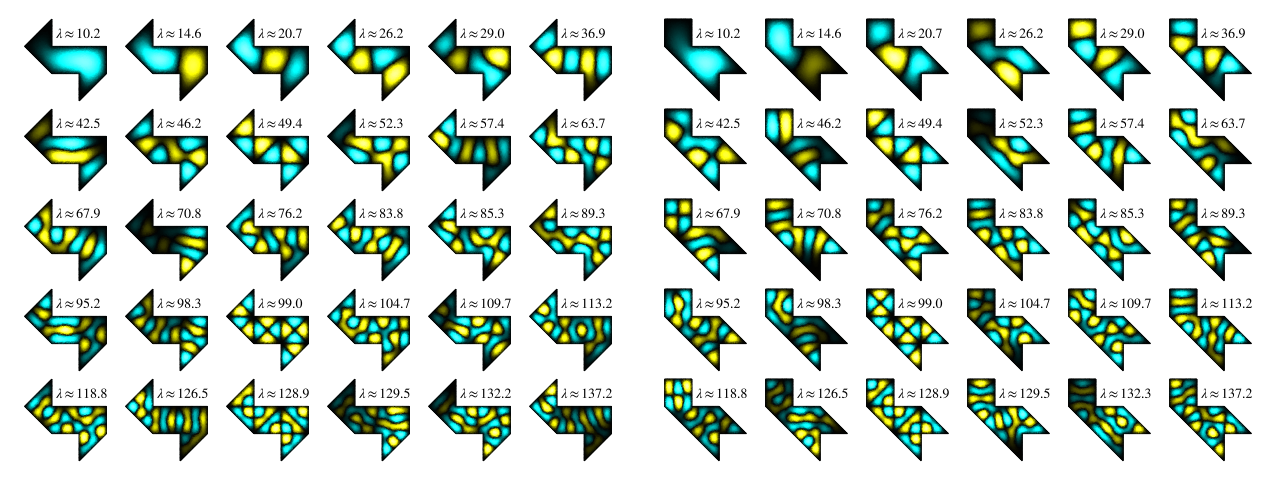
GWW 도메인의 라플라스 연산자의 고유 모드 및 해당 고유 값

1964년에 존 밀너는 에른스트 비트가 제시한 격자에 관한 정리가 고유값들은 동일하지만 모양이 다른 한 쌍의 16차원 평면 원환체의 존재를 암시한다는 사실을 발견했다. 그러나 2차원 문제는 1992년 고르돈, 데이비드 웹 및 스콧 볼페르트가 스나다 방법을 기반으로 평면에서 모양은 다르지만 고유값은 동일한 한 쌍의 영역을 구성할 때까지 남아 있었다. 영역은 오목한 다각형이다. 두 영역이 동일한 고유값을 갖는다는 증명은 라플라스 연산자의 대칭성을 사용한다. 이 아이디어는 수많은 비슷한 사례를 구성한 Buser, 콘웨이, 도일 및 Semmler에 의해 일반화되었다. 따라서 Kac의 질문에 대한 대답은 다음과 같다. 많은 모양들에 대해 북 모양을 완전히 들을 수 없다. 그러나 일부 정보는 추론할 수 있다.
반면, 스티브 젤디치는 평면에서 해석적 경계가 있는 특정 볼록 영역으로 제한하면 Kac의 질문에 대한 대답이 긍정적이라는 것을 증명했다. 두 개의 볼록하지 않은 해석적 영역이 동일한 고유값을 가질 수 있는지 여부는 알려져 있지 않다. 주어진 영역과 스펙트럼이 같은 영역들의 집합은 {\displaystyle C^{\infty }} 위상에서 콤팩트하다는 것이 알려져 있다. 더욱이, (예를 들어)구는 쳉의 고유치 비교 정리에 의해 스펙트럼적으로 고정되어 있다. 오스굿, 필립스 및 사르낙의 결과에 따르면 주어진 종수의 리만 곡면의 모듈라이 공간은 어떤 점에서도 연속적인 아이소스펙트럼 흐름을 허용하지 않으며 프레셰-슈바르츠 위상에서 콤팩트하다는 것이 알려져 있다.

## 바일의 공식
바일의 공식에 따르면 {\displaystyle \lambda _{n}}이 얼마나 빠르게 증가하는지 계산하여 북의 면적 {\displaystyle A}를 추론할 수 있다. {\displaystyle N(R)}을 {\displaystyle R}보다 작은 고유값의 수로 정의하면 다음을 얻는다.
{\displaystyle A=\omega _{d}^{-1}(2\pi )^{d}\lim _{R\to \infty }{\frac {N(R)}{R^{d/2}}}}
여기서 {\displaystyle d}는 차원이고, {\displaystyle \omega _{d}}s는 {\displaystyle d}차원 단위 공의 부피이다. 바일은 또한 아래 근사의 다음 항이 {\displaystyle D}의 둘레를 제공할 것이라고 추측했다. 즉, {\displaystyle L}이 둘레의 길이(또는 더 높은 차원의 표면적)를 나타내는 경우 다음을 가져야 한다.
{\displaystyle N(R)=(2\pi )^{-d}\omega _{d}AR^{d/2}\mp {\frac {1}{4}}(2\pi )^{-d+1}\omega _{d-1}LR^{(d-1)/2}+o(R^{(d-1)/2}).}
매끄러운 경계에 대해서는 1980년 빅토르 이브리가 이를 증명했다. 또한 다양체는 구에서처럼 주기적인 측지선의 2개 매개변수 족을 가질 수 없다.

## 바일-베리 추측
매끄럽지 않은 경계의 경우 마이클 베리는 1979년에 수정이 다음과 같은 order로 이루어져야 한다고 추측했다.
{\displaystyle R^{D/2}}
여기서 {\displaystyle D}는 경계의 하우스도르프 차원이다. 그러나 이 추측은 브로사르와 카르모나에 의해 반증되었다. 이들은 하우스도르프 차원을 상위 상자 차원으로 대체해야 한다고 제안했다. 평면에서는 경계에 1차원이 있는지 여부가 증명되었다.(1993), 그러나 더 높은 차원에 대해서는 대부분 반증되었다(1996); 두 결과 모두 Lapidus 와 Pomerance에 의한 것이다.

## 같이 보기
- 가스만 세쌍
- 스펙트럼 기하학
- 원형막의 진동
- 반복된 함수 시스템 프랙탈 도형의 확장[5]

## 참고문헌
- Abikoff, William (January 1995), “Remembering Lipman Bers” (PDF), 《Notices of the AMS》 42 (1): 8–18
- Brossard, Jean; Carmona, René (1986). “Can one hear the dimension of a fractal?”. 《Comm. Math. Phys.》 104 (1): 103–122. Bibcode:1986CMaPh.104..103B. doi:10.1007/BF01210795.
- [Jürg Peter Buser Jürg Peter Buser] |url= 값 확인 필요 (도움말) |제목=이(가) 없거나 비었음 (도움말)
- Chapman, S.J. (1995). “Drums that sound the same”. 《American Mathematical Monthly》 102 (February): 124–138. doi:10.2307/2975346. JSTOR 2975346.
- Giraud, Olivier; Thas, Koen (2010). “Hearing shapes of drums – mathematical and physical aspects of isospectrality”. 《Reviews of Modern Physics》 82 (3): 2213–2255. arXiv:1101.1239. Bibcode:2010RvMP...82.2213G. doi:10.1103/RevModPhys.82.2213.
- Gordon, Carolyn; Webb, David (1996), “You can't hear the shape of a drum”, 《American Scientist》 84 (January–February): 46–55, Bibcode:1996AmSci..84...46G
- Gordon, C.; Webb, D.; Wolpert, S. (1992), “Isospectral plane domains and surfaces via Riemannian orbifolds”, 《Inventiones Mathematicae》 110 (1): 1–22, Bibcode:1992InMat.110....1G, doi:10.1007/BF01231320, S2CID 122258115
- Ivrii, V. Ja. (1980), “The second term of the spectral asymptotics for a Laplace–Beltrami operator on manifolds with boundary”, 《Funktsional. Anal. I Prilozhen》 14 (2): 25–34, doi:10.1007/BF01086550, S2CID 123935462 (In Russian).
- Kac, Mark (April 1966). “Can One Hear the Shape of a Drum?” (PDF). 《American Mathematical Monthly》 73 (4, part 2): 1–23. doi:10.2307/2313748. JSTOR 2313748. 2021년 3월 2일에 원본 문서 (PDF)에서 보존된 문서. 2023년 11월 24일에 확인함.
- Lapidus, Michel L. (1991), 〈Can One Hear the Shape of a Fractal Drum? Partial Resolution of the Weyl-Berry Conjecture〉, 《Geometric Analysis and Computer Graphics》, Math. Sci. Res. Inst. Publ. 17 (17), New York: Springer, 119–126쪽, doi:10.1007/978-1-4613-9711-3_13, ISBN 978-1-4613-9713-7
- Lapidus, Michel L. (1993), 〈Vibrations of fractal drums, the Riemann hypothesis, waves in fractal media, and the Weyl–Berry conjecture〉,   B. D. Sleeman; R. J. Jarvis, 《Ordinary and Partial Differential Equations, Vol IV, Proc. Twelfth Internat. Conf. (Dundee, Scotland, UK, June 1992)》, Pitman Research Notes in Math. Series 289, London: Longman and Technical, 126–209쪽
- Lapidus, M. L.; van Frankenhuysen, M. (2000), 《Fractal Geometry and Number Theory: Complex dimensions of fractal strings and zeros of zeta functions》, Boston: Birkhauser.(Revised and enlarged second edition to appear in 2005.)
- Lapidus, Michel L.; Pomerance, Carl (1993), “The Riemann zeta-function and the one-dimensional Weyl-Berry conjecture for fractal drums”, 《Proc. London Math. Soc.》, Series 3 66 (1): 41–69, CiteSeerX 10.1.1.526.854, doi:10.1112/plms/s3-66.1.41
- Lapidus, Michel L.; Pomerance, Carl (1996), “Counterexamples to the modified Weyl–Berry conjecture on fractal drums”, 《Math. Proc. Cambridge Philos. Soc.》 119 (1): 167–178, Bibcode:1996MPCPS.119..167L, doi:10.1017/S0305004100074053, S2CID 33567484
- Milnor, John (1964), “Eigenvalues of the Laplace operator on certain manifolds”, 《Proceedings of the National Academy of Sciences of the United States of America》 51 (4): 542ff, Bibcode:1964PNAS...51..542M, doi:10.1073/pnas.51.4.542, PMC 300113, PMID 16591156
- Sunada, T. (1985), “Riemannian coverings and isospectral manifolds”, 《Ann. of Math.》, 2 121 (1): 169–186, doi:10.2307/1971195, JSTOR 1971195
- Zelditch, S. (2000), “Spectral determination of analytic bi-axisymmetric plane domains”, 《Geometric and Functional Analysis》 10 (3): 628–677, arXiv:math/9901005, doi:10.1007/PL00001633, S2CID 16324240